# تربيط ياباني

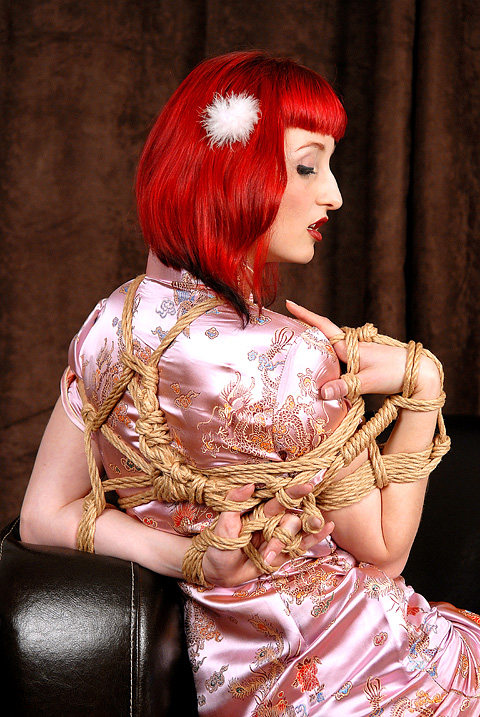
عبودية الحبل مصنوعة من قبل المصور الفرنسي جيروم جوفريون

تربيط ياباني هو أسلوب ياباني في التربيط أو البي دي إس إم تتضمن ربط الشخص باستخدام أنماط بسيطة ومعقدة بصريًا.عادةً بعدة قطع من الحبال الرفيعة (غالبًا من الجوت أو القنب أو الكتان ويبلغ قطرها حوالي 6 مم (0.24 بوصة)ولكن في بعض الأحيان صغير يصل إلى 4 مم (0.16 بوصة)، ويتراوح طوله بين 7-8 م (23-26 قدمًا).